# Бартенєв Леонід Володимирович
Леоні́д Володи́мирович Барте́нєв (10 жовтня 1933, Полтава — 17 листопада 2021) — український спортсмен-спринтер та естафетний бігун радянських часів (спортивне прізвисько «Лео»), заслужений тренер СРСР.

## Життєпис
Ріс сиротою — батько ще до Другої світової війни потрапив під сталінські репресії. 1942 року нацистська влада замучила його матір — бо її чоловік був радянським військовим. Виростила його бабуся, чоловік якої був царським генералом.
Спортом почав займатися з сьомого класу, виграв обласні змагання в легкій атлетиці, фехтуванні та футболі. Його футбольний тренер Чернишов — голова міського спорткомітету — визначив, що у Леоніда найкращі здатності в легкій атлетиці, та спрямовує до тренера Юрія Стешина. Стешин Бартенєва ще школярем затверджує заступником директора дитячої спортивної школи — аби він на зарплату міг закінчити освіту. Синицькі Зоя Олександрівна та Зосима Петрович допомогли його переїзду до Києва, 1957 року він закінчує Державний інститут фізичної культури.
1954 року увійшов до складу збірної СРСР, першими міжнародними змаганнями для нього стали Лондонські 1954 того ж року. Біг у свій день народження, після завершення естафети його особисто привітала королева Великої Британії Єлизавета II, імениннику від її імені вручили святковий пиріг. Того ж року стає бронзовим призером Чемпіонату Європи.
Ще до закінчення навчання — 1956 року  стає заслуженим майстром спорту. Виступав за київський клуб «Буревісник».
Бронзовий призер Чемпіонату Європи 1958 року в естафеті 4 по 100 метрів.
Бували і прикрощі — двічі не підтверджували встановлений ним рекорд СРСР, не повірили й в Італії — у Генуї під дощем пробіг 100 метрів за 10,2 секунди.
Дванадцять разів був чемпіоном СРСР у спринті та естафетному бігу, зокрема — 1958 року в бігу на 100 метрів, 1959 — в бігу на 200 метрів.
Срібний призер Олімпіад 1956 та 1960 років.
1961 року стає старшим тренером збірної СРСР зі спринту. Готував збірну СРСР від Олімпіади в Токіо до Олімпійських ігор в Сеулі — шість Олімпіад.
З 1962 року — в клубі «Динамо» (Москва).
Як тренер підготував понад сто майстрів спорту, серед них і його син Дмитро — кількаразовий чемпіон Росії, також Галина Бухаріна, Людмила Сторожкова, Н. Ільїна, І. Назарова.
2006 року брав участь у змаганнях ветеранів, побив рекорд для своєї вікової групи.
У січні 2007 року з ним стався нещасний випадок — на пішохідній доріжці при зеленому світлі його збив автомобіль. В московській лікарні йому діагностували переломи та струс головного мозку. Потім була складна операція, ставили штифти в місця переломів. Ще у відділенні почав тренувати травмовану ногу та вчився ходити без милиць. В лікарні його провідували Валерій Газзаєв, Євген Гальперін та Тамара Пресс; водій-порушник помер через тиждень після дорожньої пригоди.